# Ковалевічкі
Ковалевічкі (пол. Kowalewiczki) — село в Польщі, у гміні Дарлово Славенського повіту Західнопоморського воєводства.
Населення — 156 осіб (2011).
У 1975—1998 роках село належало до Кошалінського воєводства.

## Демографія
Демографічна структура станом на 31 березня 2011 року:
|          | Загалом | Допрацездатний вік | Працездатний вік | Постпрацездатний вік |
| -------- | ------- | ------------------ | ---------------- | -------------------- |
| Чоловіки | 80      | 27                 | 49               | 4                    |
| Жінки    | 76      | 28                 | 36               | 12                   |
| Разом    | 156     | 55                 | 85               | 16                   |